# It’s Up to You
It’s Up to You – muzyczny album kompilacyjny piosenkarza Ricky’ego Nelsona wydany przez Imperial Records w 1963 roku.

## Utwory
| Nr  | Tytuł                                           | Długość |
| --- | ----------------------------------------------- | ------- |
| 1.  | It’s Up to You                                  | 2:50    |
| 2.  | Yes Sir, That’s My Baby                         | 1:56    |
| 3.  | Everlovin'                                      | 2:06    |
| 4.  | A Wonder Like You                               | 2:33    |
| 5.  | Mighty Good                                     | 2:16    |
| 6.  | I Wanna Be Loved                                | 2:45    |
| 7.  | I Need You                                      | 2:30    |
| 8.  | Young Emotions                                  | 2:31    |
| 9.  | Right by My Side                                | 2:45    |
| 10. | Young World                                     | 2:25    |
| 11. | Teenage Idol                                    | 2:27    |
| 12. | I've Got My Eyes on You (And I Like What I See) | 2:03    |